# Мытищинская хорда
Мыти́щинская хо́рда (также: Се́верный дублёр МКАД) — платная автодорога класса 1Б в Московской области. Маршрут: Виноградово — Болтино — Тарасовка.

## Общие сведения
Проект трассы был создан в 2013 году и изначально предусматривал 6 полос. Документ был разработан и принят в рамках региональной подмосковной программы, которая называется «Развитие и функционирование дорожно-транспортного комплекса». Назначение дороги — разгрузить МКАД на участке между Ярославским и Дмитровским шоссе, включая разгрузку Осташковского шоссе.
Работы стартовали 2 октября 2018 года. В 2022 году проведены работы по созданию насыпей. В 2023 году на ряде участков уложен первый слой асфальта. Начато строительство развязок. Завершение строительства было намечено на IV квартал 2024 года. Поставки песка, железобетонных изделий, металлоконструкций и бетона осуществлены из Щёлкова, Дмитрова, Сергиева Посада, Мытищ, Протвино и ряда других городов.
Дорога введена в эксплуатацию 17 декабря 2024 года. Дорога соединяет Ярославское и Дмитровское шоссе по маршруту: Виноградово — Болтино — Тарасовка. Также хорда проходит через деревни Афанасово, Погорелки и посёлок Здравница. Инфраструктура содержит 11 мостов и путепроводов, 6 транспортных развязок.
Плата за проезд взимается посредством системы «Свободный поток» без шлагбаумов.

## Характеристики
- Длина: 16,1 километров.
- Класс автодороги: 1Б.
- Ширина: 4 полосы:
  - по 2 в каждую сторону
- Расчётная скорость движения: 110 км/ч. (ранее: 120 км/ч.)
- Прогнозируемая интенсивность: 39 тысяч автомобилей в сутки.

## Стоимость
Общая стоимость строительства: 52 миллиарда рублей. Из них 44 должен вложить частный инвестор, 7,7 — региональное правительство.
Расчётная стоимость проезда (легкового автомобиля): 10 рублей за километр.
Такая ситуация сохранится до 2032 года. К этому времени инвестор планирует заработать на данной дороге 67 миллиардов рублей. Если он получит меньшие доходы, разницу покроет бюджет Московской области. Подсчитано, что если житель Подмосковья каждые пять рабочих дней будет проезжать по этой дороге утром и вечером, он за год потратит порядка 80 тысяч рублей…